# Базальтовое волокно
Базальтовое волокно — искусственный неорганический материал, получаемый из природных минералов путём их расплавления и последующего преобразования в волокно. В зависимости от производителя материал может быть получен как с добавками, так и без таковых. 
Назначение — объёмное дисперсное армирование бетонных и других изделий на основе вяжущих веществ.

## Производство
Производство базальтовых волокон основано на получении расплава базальта в плавильных печах и его свободном вытекании через специальные устройства, изготовленные из платины или других жаростойких металлов. Плавильные печи могут быть электрическими, газовыми или с мазутными горелками. В качестве сырья для производства базальтовых волокон используются базальтовые горные породы, средний химический состав которых следующий (% по массе): SiO2 (47,5—55,0); TiO2 (1,36—2,0); Al2O3 (14,0—20,0); Fe2O3 + FeO (5,38—13,5); MnO (0,25—0,5); MgO (3,0—8,5); CaO (7,0—11,0); Na2О (2,7—7,5); К2О (2,5—7,5); P2O5 (не более 0,5); SO3 (не более 0,5); прочие породы (не более 5).
Технология производства базальтового непрерывного волокна (БНВ) – одностадийная: плавление, гомогенизация базальта и вытяжка волокон. Базальт нагревается только один раз, что позволяет экономить энергию. Дальнейшая переработка БНВ производится с применением «холодных технологий» с низкими энергозатратами.

## Виды и свойства
Существует два основных типа базальтового волокна — штапельное и непрерывное. Одним из наиболее важных параметров штапельного базальтового волокна является диаметр отдельных волокон. В зависимости от диаметра волокна делят на:
- микротонкие, диаметром менее 0,6 мкм;
- ультратонкие, диаметром от 0,6 до 1,0 мкм;
- супертонкие, диаметром от 1 до 3 мкм;
- тонкие волокна из горных пород, представляющие собой слой беспорядочно расположенных волокон диаметром от 9 до 15 мкм и длиной от 3 до 1500 мм;
- утолщённые волокна диаметром от 15 до 25 мкм и длиной от 5 до 1500 мм. Получают их как методом вертикального раздува струи расплава воздухом (ВРВ), так и центробежновалковым методом; известно одно производство получения грубого волокна центробежнодутьевым способом. Вырабатывают в виде холстов, прошивных матов, плит на основе различных вяжущих. Утолщённые волокна находят широкое применение в качестве фильтровальной основы дренажных систем гидротехнических сооружений;
- толстые волокна, — беспорядочно расположенные волокна длиной от 5 до 3000 мм, диаметром от 25 до 150 мкм, прочностью на разрыв от 120 до 650 МПа;
- грубые волокна, — относительно сыпучую дисперсно-волокнистую массу с длиной волокон от 3 до 15 мм, диаметром от 150 до 500 мкм, прочностью на разрыв от 200 до 350 МПа, удельной поверхностью от 28 до 280 см2/г. Волокна являются коррозионно-стойкими и могут быть использованы взамен металла для армирования материалов на основе вяжущих.

Диаметр волокон существенно влияет на важнейшие свойства изделий из него: теплопроводность, звукопоглощение, плотность и др. Диаметр волокон также влияет на респираторные свойства базальтового волокна.
Базальтовое волокно, созданное из природного камня, имеет очень хорошие показатели по химической стойкости. Волокна диаметром 16—18 мкм имеют 100 % стойкость к воде, 96 % к щёлочи, 94 % к кислоте. Модуль упругости волокна находится в пределах от 7 до 60 ГПа, прочность на растяжение от 600 до 3500 МПа.

### Характеристики Волокна базальтового рубленого марки БС16 6 76 по ТУ 5769-004-80104765-2008[3]
| № | Показатели                                        | Единица измерения | Норма        | Результаты испытаний | ТИПА на методы испытаний |
| - | ------------------------------------------------- | ----------------- | ------------ | -------------------- | ------------------------ |
| 1 | Диаметр элементарного волокна *                   | мкм               | 15-17        | 16.3                 | ГОСТ 6943.2              |
| 2 | Длина отрезков волокна                            | мм                | 5-7          | 5.8                  | ГОСТ 10727               |
| 3 | Массовая доля веществ, удаляемых при прокаливании | %                 | не менее 0.6 | 0.9                  | ГОСТ 6943.8              |
| 4 | Массовая доля влаги                               | %                 | не более 0.1 | 0.06                 | ГОСТ 6943.8              |
| 5 | Непрорубы                                         | %                 | не более 2.0 | 0                    | —                        |

## Применение
В зависимости от диаметра волокно используется для различных целей:
- микротонкое — для фильтров очень тонкой очистки газовоздушной среды и жидкостей, а также изготовления тонкой бумаги и специальных изделий;
- ультратонкое — для изготовления сверхлёгких теплоизоляционных и звукопоглощающих изделий, бумаги, фильтров тонкой очистки газовоздушных и жидкостных сред;
- супертонкое — для изготовления прошивных теплозвукоизоляционных матов и звукопоглощающих (БЗМ, АТМ) изделий, картона (ТК-1, ТК-4), многослойного нетканого материала, теплоизоляционного вязально-прошивного материала, длинномерных теплоизоляционных полос и жгутов (БТШ-8, БТШ-20, БТШ30), мягких теплоизоляционных гидрофобизированных плит, фильтров и др. Специальная термическая обработка базальтовых супертонких волокон позволяет получить микрокристаллический материал со свойствами, отличающимися от обычных волокон. Микрокристаллические волокна превосходят обычные по температуре применения на 200°С, по кислотостойкости — в 2,5 раза, а гигроскопичность их в 2 раза ниже. Основным преимуществом этого вида базальтового волокна является отсутствие усадки при его эксплуатации. Из микрокристаллического волокна изготавливают высокотемпературоустойчивые теплоизоляционные материалы, плиты, а также фильтры для фильтрации агрессивных сред при высоких температурах. Базальтовое супертонкое волокно (БСТВ) получают двумя методами: дуплекс процесс, когда первоначально вытягиваются из расплава базальта через фильеры первичные волокна диаметром 250—350 мкм, которые впоследствии раздуваются высокоскоростным газовым потоком при температуре выше 1600°С в супертонкие. Второй способ — это раздув сжатым воздухом струи расплава, при этом температура расплава должна быть не менее 1500°С. Вторым способом получается БТВ с более коротким волокном и менее технологичным, из него невозможно производить весь ассортимент продукции.

Из базальтового волокна, в сотрудничестве специалистов из Китайской аэрокосмической научно-промышленной корпорации, Уханьского текстильного университета и др., был соткан Государственный флаг КНР установленный на обратной стороне Луны в ходе работы АМС «Чанъэ-6».

### В промышленности
Немецкое инженерное бюро EDAG разработало концепт автомобиля, при производстве которого использовано базальтовое волокно. Как сообщается, «материал отличает лёгкость, прочность и экологичность, к тому же в производстве он обойдётся дешевле алюминия или углепластика»
Усиление железобетонных конструкций базальтовым волокном обойдётся дешевле углепластика, первые испытания проведены НИИ ВСУ «ИНТЕР/ТЭК» в Екатеринбурге на базе института «УралНИАС».
Материалы на основе базальтового волокна обладают следующим важными свойствами: пористость, температуростойкость, паропроницаемость и химическая стойкость.
- Пористость базальтового волокна может составлять 70 % по объёму и более. Если поры материала заполнены воздухом, то при такой пористости он характеризуется небольшой теплопроводностью.
- Температуростойкость является весьма важным свойством теплоизоляционных материалов, особенно при использовании их для изоляции промышленного оборудования, работающего при высоких температурах. Температуростойкость материалов характеризуют технической температурой применения, при которой материал может эксплуатироваться без изменения технических свойств.
- Паропроницаемость — это способность материала пропускать через свои поры водяной пар. При наличии в материалах из базальтового волокна сообщающихся пор, они пропускают такое же количество пара, как и воздуха. Благодаря большой паропроницаемости эти материалы при эксплуатации почти всегда сухие; конденсация пара наблюдается в основном в следующем слое, на более холодной стороне ограждений.
- Химическая стойкость. Базальтовые волокна обладают хорошей стойкостью к действию органических веществ (масло, растворители и др.), а также к воздействию щелочей и кислот.

Благодаря этим свойствам, базальтовое волокно и материалы на его основе находят сегодня все более широкое применение для таких целей, как:
- теплозвукоизоляция и огнезащита в жилых и промышленных зданиях и сооружениях, банях, саунах, бытовках и т. д.;
- теплоизоляция энергетических агрегатов, трубопроводов большого диаметра;
- теплоизоляция бытовых газовых и электрических плит, жарочных шкафов и т. д.
- утепление реконструируемых зданий с установкой как изнутри, так и снаружи;
- утепление плоских крыш;
- изоляция кислородных колонн;
- изоляция низкотемпературного оборудования при производстве и использовании азота;
- в промышленных холодильниках и холодильных камерах, бытовых холодильниках;
- в трёхслойных строительных панелях-сэндвичах;

### В строительстве
СМУ 19 Мосметростроя применило в качестве обделки тоннеля, применен набрызг-бетон, армированный базальтовой фиброй.
Научно-производственной компанией “Basalt fiber & composite materials technology development co., LTD” («BF&CM TD»), занимающейся разработкой и развитием технологий, изготовлением технологического оборудования и организацией промышленного производства базальтовых непрерывных волокон (БНВ) выполнен проект и реконструкции нагревательных печей и термического оборудования с применением результатов данной работы.

## Базальтовая фибра
Базальтовая фибра (от лат. fibra — волокно) — короткие отрезки базальтового волокна, предназначенные для дисперсного армирования вяжущих смесей, типа бетона. Диаметр волокна — от 20 до 500 мкм. Длина волокна — от 1 до 150 мм. Базальтовая фибра производится из расплава горных пород типа базальта при температуре выше 1400°С.
Дисперсное армирование базальтовой фиброй повышает следующие показатели изделий:
- ударную прочность — до 500 % (этот показатель характеризует хрупкость материала и оценивается количеством работы, которую нужно затратить на разрушение материала);
- сопротивление истираемости — до 300 %;
- прочность на растяжение при изгибе — до 300 %, на раскалывание — до 200 %, сжатие — до 150 %, по осевому растяжению — до 150 %;
- предел трещиностойкости — до 250 % (этот показатель характеризует способность фибры препятствовать возникновению и распространению трещин, за счёт трёхмерного армирования);
- морозостойкость — до 200 %;
- коррозионную стойкость — до 500 % (этот показатель достигается за счёт отсутствия трещин и оказывает влияние на снижение глубины карбонизации);
- кавитационную стойкость — до 400 %;
- водонепроницаемость — до 150 %.

### Сфера применения
- гидротехнические сооружения;
- сооружения, работающие в агрессивных средах;
- строительство в сейсмоопасных регионах;
- автодороги с интенсивным движением;
- мосты;
- атомные станции и хранилища радиоактивных отходов;
- наливные полы, бетонные трубы и др.
- спортивный инвентарь (сноуборды, лыжи и тд.)

### Преимущества применения
Базальтовая фибра повышает трещиностойкость в 3 раза, прочность на раскалывание — в 2 раза, ударную прочность — в 5 раз, что даёт возможность эффективно использовать её при возведении сейсмостойких сооружений, взрывобезопасных объектов и военных укреплений. Характеристики базальтовой фибры позволяют использовать её для сооружения радиопрозрачных конструкций сложной формы.  В промышленности в качестве покрытия с целью предотвращения абразивного износа применяется базальтовое литьё. Механизм действия фибры в промышленных полах аналогичен, волокно препятствует абразивному износу. Стойкость к истираемости повышается минимум в три раза и, соответственно, срок эксплуатации полов утраивается. Очень важным показателем для полов является ударная нагрузка. Базальтовая фибра позволяет повысить ударную нагрузку более чем в 5 раз. Соблюдаются все требования к качеству промышленных полов: высокая устойчивость к разным видам нагрузок (статистическим, ударным, динамическим, абразивным), хорошая устойчивость к перепаду температур, очень высокая стойкость к химическим воздействиям. К преимуществам полов, выполненных на основе базальтовой фибры, можно отнести низкий расход стали и бетона, малое время и низкую трудоёмкость работ по заливке, предотвращение трещинообразования уже на стадии твердения изделий, получение объёмного армирования, трёхмерной структуры, существенное уменьшение толщины бетонного пола при сохранении прочностных характеристик.
Основные преимущества гидросооружений, изготовленных с применением базальтовой фибры:
- долговечность;
- высокое сопротивление истираемости;
- высокая ударная стойкость;
- высокая морозостойкость;
- высокая коррозионная стойкость;
- повышенная водонепроницаемость.

Отличие базальтовой фибры от металлической состоит в том, что, прежде всего, базальтовая фибра не имеет в изделиях негативного катодного эффекта, также она не подвержена какой-либо коррозии. При одинаковой массе объем металлической фибры и базальтовой фибры соотносится как 1:600 соответственно, а площадь поверхности у базальтовой фибры больше в 25 раз, чем у металлической. Удельный вес металлической фибры 7,8 т/м³, а базальтовой — 2,8 т/м³. Это значит, что по массе фибры требуется в 2,7 раза меньше и изделие на основе базальтового волокна легче. Изделия на основе базальтового волокна радиопрозрачны и не имеют эффекта трансформатора. В связи со слабой адгезией металла и цементной матрицы, металлическую фибру для увеличения анкерности выпускают разной конфигурации: волнистую, с расплющенными и загнутыми концами. Базальтовая фибра в изделиях имеет высокую адгезию с цементным камнем, и ей не требуется дополнительных изменений конфигурации волокна. Цементный камень и базальтовая фибра имеют один коэффициент температурного расширения, в отличие от фибры металлической. Дисперсионное армирование базальтовой фиброй повышает пластичность бетонной массы и уменьшает образование усадочных трещин, и в отличие от стальной сетки, которая имеет ценность только после того, как бетон треснул, фибра предотвращает появление трещин в бетоне ещё на стадии, когда он пребывает в пластическом состоянии.

## Нормативная документация
С 18 октября 2017 г введен в действие СП 297.1325800.2017 «Конструкции фибробетонные с неметаллической фиброй. Правила проектирования», который устранил правовой вакуум в части проектирования базальтоармированного фибробетона. Согласно п. 1.1. стандарт распространяет свое действие на все виды не металлической фибры (полимеры, полипропилена, стекла, базальта и углерода). При сравнении различных фибр, можно отметить, что полимерные волокна уступают минеральным по прочностным показателям, но их использование позволяет улучшает характеристики строительных композитов.

### Научные труды и диссертации
1. Рабинович, Феликс Нисонович.Композиты на основе дисперсно армированных бетонов : вопросы теории и проектирования, технология, конструкции / Ф. Н. Рабинович ; предисл. И. Н. Фридляндера, Е. П. Велихова. - 4-е изд., перераб. и доп. - Москва : Ассоц. строит. вузов, 2011. - 639 с. : ил., портр., табл.; 25 см.; ISBN 978-5-93093-854-8 (в пер.)
2. Растянутые элементы из керамзитофиброжелезобетона на грубом базальтовом волокне с обычной и высокопрочной арматурой: диссертация кандидата технических наук : 05.23.01. - Нальчик, 2003. - 164 с. : ил.
3. Высокопрочный тонкозернистый базальтофибробетон: диссертация кандидата технических наук : 05.23.05 / Боровских Игорь Викторович; [Место защиты: Казан. гос. архитектур.-строит. ун-т]. - Казань, 2009. - 168 с. : ил.
4. Мелкозернистый бетон высокой коррозионной стойкости, армированный тонким базальтовым волокном: диссертация кандидата технических наук : 05.23.05 / Бучкин Андрей Викторович; [Место защиты: Науч.-исслед. центр "Стр-во"]. - Москва, 2011. - 130 с. : ил.
5. Мелкозернистый цементобетон с использованием базальтового волокна для дорожного строительства : диссертация кандидата технических наук : 05.23.05 / Бабаев Виктор Борисович; [Место защиты: Белгород. гос. технол. ун-т им. В.Г. Шухова]. - Белгород, 2013. - 180 с. : ил.
6. Мелкозернистые бетоны с применением базальтовой фибры и комплексных модифицирующих добавок : диссертация ... кандидата технических наук : 05.23.05 / #Зубова Мария Олеговна; [Место защиты: Волгогр. гос. архитектурно-строит. ун-т]. - Волгоград, 2014. - 159 с. : ил.
7. Конструктивные особенности фибробетонных перемычек стен зданий : диссертация кандидата технических наук : 05.23.01 / Ивлев Михаил Александрович; [Место защиты: Казан. гос. архитектур.-строит. ун-т]. - Уфа, 2013. - 261 с.
8. Пенофибробетоны с применением микроупрочнителей и модифицирующих добавок : диссертация кандидата технических наук: 05.23.05 / Котляревская Алена Валерьевна; [Место защиты: Волгогр. гос. архитектурно-строит. ун-т]. - Волгоград, 2013. - 161 с.
9. Фибробетон в тонкостенных изделиях кольцевой конфигурации : диссертация кандидата технических наук : 05.23.05 / Ивлев Василий Александрович; [Место защиты: Уфим. гос. нефтяной техн. ун-т]. - Уфа, 2009. - 167 с.